# 킬로
킬로(조선말: 키로, kilo)는 여러 단위의 접두어이다.
- SI 단위계의 접두어로서, 1000을 나타낸다. 언제나 소문자로 쓰며 대문자 K는 온도를 나타내는 단위인 켈빈이다.
5 km = 5000 m, 2 kg = 2000 g
- 전산학에서는 1024를 나타내는 경우도 있으나, 구분을 위해 키비(kibi, 기호: Ki)를 사용한다.
2 KiB = 2048 byte

## 같이 보기
- 밀리